# جوان وودز
جوان وودز هي راكبة الكنو كندية، ولدت في 7 نوفمبر 1959.

## وصلات خارجية
- جوان وودز على موقع أوليمبيديا (الإنجليزية)